# Pran (glumac)
Pran Krišan Sikand (12. februar 1920 – 12. jul 2013), bolje poznat po svom mononimu, Pran, bio je indijski glumac, poznat kao filmski filmski negativac i glumac karaktera u hinduskoj kinematografiji od 40-ih do 1990-ih. On je igrao uloge junaka 1940–47, negativaca 1942–1991, kao i niz sporednih uloga od 1948–2007.
U dugoj i plodnoj karijeri Pran se pojavio u preko 350 filmova. On je igrao vodeće uloge u delima kao što su Kandan (1942), Pilpili Saheb (1954) i Halaku (1956). Njegove uloge u Madumati (1958), Jis Deš Mein Ganga Behti Hai (1960), Upkar (1967), Šahid (1965), Purab Aur Pasčim (1970), Ram Aur Šiam (1967), Ansu Ban Gaje Ful (1969), Džoni Mera Nam (1970), Viktorija br. 203 (1972), Bi-Iman (1972), Zandžir (1973), Don (1978), Amar Akbar Antoni (1977) i Dunija (1984) smatraju se među najboljima predstave. Njegovi likovi su bili nezaboravni.
Pran je tokom svoje karijere dobio mnoštvo nagrada i priznanja. On je osvojio Nagradu za najboljeg filmskog glumca 1967, 1969. i 1972, i Nagradu za filmsko životno delo 1997. godine. Stardustovu nagradu „Negativac milenijuma” je dobio 2000. godine. Vlada Indije mu je odala počast Padmom Bušan nagradom 2001. godine za njegov doprinos umetnosti. Godine 2013, on je dobio nagradu Dadasaheb Falke, najvišu nacionalnu nagradu za kinematografske umetnike, od strane vlade Indije. Godine 2010, uvršten u je spisak CNN-ovih najboljih 25 azijskih glumaca svih vremena.
Pran je umro 12. jula 2013. u 93. godini života, nakon dugotrajne bolesti u mumbajskoj bolnici Lilavati.

## Rani život i obrazovanje
Pran je rođen 12. februara 1920. u Balimaranu, Stari Delhi, u bogatoj pandžabskoj hinduističkoj porodici. Njegov otac, Keval Krišan Sikand, bio je građevinski inženjer i državni građevinski izvođač, njegova majka je bila Ramešvari. Pran je bio jedno od sedmoro dece; četiri sina i tri kćeri.
Pran je bio akademski nadaren, posebno za matematiku. Njegov otac je imao mobilan posao, tako da je Pran studirao na raznim mestima, uključujući Dehradun, Lahor, Kapurtala, Mirut i Unao (Utar Pradeš), konačno kompletirajući maturu u školi Hamid, u Rampuru (U.P.). Nakon toga, pridružio se A. Das & Co, Delhi kao šegrt da bi postao profesionalni fotograf. On je otputovao u Šimlu i igrao Situ u lokalnoj inscenaciji „Ramlile”. Madan Puri je glumio Ramu u ovoj predstavi.

## Karijera

### Rana karijera (1940–1967)
Prvu ulogu u pandžapskom filmu Yamla Jat Dalsuka M. Pančolija (1940) Pran dobio je zbog slučajnog susreta sa piscem Valijem Mohamedom Valijem u radnji u Lahoru. U režiji Moti B. Gidvanija, u filmu su glumili Nur Džehan i Durga Kot. Nakon toga usledile su male uloge u filmu Čaudari i Hajanči, obe 1941. Pančoli ga je ponovo postavio u Kandanu (1942), koji je bio prvi Pranov film na hindi jeziku. Prikazivao ga je kao romantičnog heroja, nasuprot Nur Džehan, koja je glumila sa njim u Jamla Džatu kao dečji umetnik. U Kandanu je imala manje od 15 godina i kompenzovala je razliku u njihovoj visini na snimcima izbliza stajanjem na ciglama. U eri pre nezavisnosti, reditelj Gidvani je zaposlio Prana da glumi u više filmova kao što su Kajs Kahun (1945) i Kamoš Nigahen (1946).
Uz pomoć pisca Sadata Hasana Manta i glumca Šijama, dobio je ulogu u filmu studija Bombaj Tokis, Ziddi u kojem su glumili Dev Anand i Kamini Kaušal, a režirao ga je Šahid Latif. Film je pokrenuo Pranovu karijeru u Bombaju. Uzgred, pokazalo se da je to bio veliki uspeh Deva Ananda kao heroja. Do 1950, postepeno je postao glavni negativac u hindi bioskopu. U roku od nedelju dana od Zidijevog uspeha, potpisao je još tri filma – Grihasti S. M. Jusufa (1948), koji je postao hit sa dijamantskim jubilejem, Prabat Films Apradi (1949) i Putli Valija Mohameda (1949). Do tada je Vali Mohamed, koji je bio odgovoran za Pranovu prvu ulogu, došao u Bombaj i postao producent, otvarajući ured u Fejmous Studios, u blizini trkališta Mahalaksmi. Tokom 1940-ih, njegovi romantični dueti, poput pesama „Tere Naaz Uthane Ko Jee Chahta Hai” iz Grihastija, nasuprot Šarde, i iz Kandana (1942), sa Nur Džehan, postali su popularni. Način na koji je izrazio svoje dijaloge u filmovima kao što su Šiš Mahal (1950), serija maski koje je napravio u Adalatu (1958), i odnos koji je delio sa vampirima kao Kuldip Kaur u Džašanu (1955) pokazali su njegovu svestranost tokom 1950-ih.

## Izabrana filmografija
1940-te
- Yamla Jat (1940)
- Khandan (1942)
- Ziddi (1948)
- Barsaat Ki Ek Raat (1948)
- Bari Behen (1949)
- Aparadhi (1949)

1950-te
- Sheesh Mahal (1950)
- Bahar (1951)
- Aah (1953) as Dr. Kailash
- Biraj Bahu (1954)
- Azaad (1955)
- Kundan (1955)
- Munimji (1955)
- Chori Chori (1955)
- Halaku (1956)
- Devdas (1956)
- Tumsa Nahin Dekha (1957)
- Madhumati (1958)

1960-te
- Chhalia (1960)
- Jis Desh Men Ganga Behti Hai (1960)
- Jab Pyar Kisi Se Hota Hai (1961)
- Dil Tera Diwana (1962)
- Half Ticket (1962)
- Bluff Master (1963) as Ram Kumar
- Phir Wohi Dil Laya Hoon (1963)
- Mere Mehboob (1963)
- Kashmir Ki Kali (1964) as Mohan
- Rajkumar (1964)
- Mere Sanam (1965)
- Shaheed (1965)
- Gumnaam (1965)
- Do Badan (1966)
- Dil Diya Dard Liya (1966)
- Love in Tokyo (1966) as Pran
- An Evening in Paris (1967)
- Patthar Ke Sanam (1967)
- Aurat (1967)
- Ram Aur Shyam (1967)
- Milan (1967)
- Upkar (1967)
- Safar (1968)
- Brahmchari (1968)
- Anjaana (1969)
- Tum Se Achcha Kaun Hai (1969)
- Pyar Hi Pyar (1969)

1970-te
- Ganwaar (1970)
- Tum Haseen Main Jawaan (1970)
- Gopi (1970)
- Heer Raanjha (1970)
- Humjoli (1970)
- Johny Mera Naam (1970)
- Purab Aur Paschim (1970)
- Guddi (1971)
- Naya Zamana (1971)
- Ek Bechara (1972)
- Parichay (1972)
- Victoria No. 203 (1972)
- Jangal Mein Mangal (1972)
- Zanjeer (1973)
- Bobby (1973)
- Jugnu (1973)
- Gaddar (1973)
- Jheel Ke Us Paar (1973)
- Dharma (1973)
- Majboor (1974)
- Zehreela Insaan (1974)
- Sanyasi (1975)
- Dus Numbri (1976)
- Dharam Veer (1977)
- Amar Akbar Anthony (1977)
- Don (1978)
- Des Pardes (1978)
- Chor Ho To Aisa (1978)
- Ganga Ki Saugandh (1978)
- Vishwanath (1978)

1980-te
- Aap Ke Deewane (1980)
- Dostana (1980)
- Karz (1980)
- Kaalia (1981)
- Naseeb (1981)
- Nastik (1983)
- Andha Kanoon (1983)
- Naukar Biwi Ka (1983)
- Souten (1983)
- Sohni Mahiwal (1984)
- Insaaf Kaun Karega (1984)
- Raaj Tilak (1984)
- Sharaabi (1984)
- Bewafai (1985)
- Dosti Dushmani (1986)
- Paap Ki Duniya (1988)
- Shukriyaa (1988)
- Shahenshah (1988)
- Toofan (1989)

1990-te
- Sanam Bewafa (1990)
- Isi Ka Naam Zindagi (1992)
- Chandra Mukhi  (1993)
- Lakha (1994)
- 1942: A Love Story (1994)
- Tere Mere Sapne (1996)
- Mrityudata (1997)

Izvor: Zvanični vebsajt. Takođe pogledajte članke o pojedinačnim filmovima.

## Literatura
- ...and PRAN, a Biography. 2004. ISBN 81-7223-466-X., by Bunny Ruben. HarperCollins, India,.
- The Life of A Villain-Pran. 2005. ISBN 81-7223-466-X. by Chobay Gill , HarperCollins New Delhi, 446 pages.

## Spoljašnje veze
- Pran на веб-сајту  (језик: енглески)